# G.W. Bailey
George William Bailey (født 27. august 1944 i Port Arthur, Texas, USA) bedre kendt som G.W. Baliey er en amerikansk skuespiller. Han er mest kendt som Captain Harris i filmserien Politiskolen.